# Stenoproctus serus
Stenoproctus serus är en tvåvingeart som beskrevs av Jones 1940. Stenoproctus serus ingår i släktet Stenoproctus och familjen puckeldansflugor.
Artens utbredningsområde är Uganda. Inga underarter finns listade i Catalogue of Life.